# Ерёменко, Александр Эммануилович
Александр Эммануилович Ерёменко (род. 21 мая 1954, Харьков) — советский и американский математик. Доктор физико-математических наук (1987).

## Биография
Родился 21 мая 1954 года в Харькове, в семье доктора медицинских наук, профессора Эммануила Наумовича Бергера (1910—1999) и офтальмолога, кандидата медицинских наук Неонилы Семёновны Ерёменко (укр., 1927—1994). В 1971 году окончил среднюю школу в Тернополе, где отец с 1959 года был заведующим кафедрой патологической физиологии Тернопольского медицинского института. В 1976 году окончил Львовский университет, занимался научной работой под руководством Анатолия Гольдберга. В 1979 году защитил кандидатскую, а в 1987 году — докторскую диссертацию.
В 1979 году — старший научный сотрудник в отделе теории функций Физико-технического института низких температур Национальной академии наук Украины в Харькове. Впоследствии преподает в Харьковском университете. Его специальные курсы пользовались неизменной популярностью среди харьковских молодых аналитиков.
С 1991 года — в США. С 1993 года — профессор Университета Пердью (г. Вест-Лафайетт, Индиана, США).
Научные исследования посвящены классической теории аналитических функций комплексной переменной и ее применениям, в частности в теории динамических систем.

## Научные труды
Автор более 150 научных работ.
- Аналитическая теория алгебраических обыкновенных дифференциальных уравнений;
- Динамика целых функций;
- Новый теоретико-потенциальный подход к теории распределения значений мероморфных функций и целых кривых;
- Геометрическая теория мероморфных функций и ее применение в вещественной вычислительной геометрии и спектральной теории несамосвязанных операторов Штурма — Лиувилля.
- Распределение значений мероморфных функций и мероморфных кривых c точки зрения теории потенциала // Алгебра и анализ. 1991. № 3 (соавт.);
- Dynamical properties of some classes of entire functions // Annales de l'Institut Fourier. 1992. Vol. 42, № 4 (соавт.);
- Meromorphic functions with small ramification // Indiana University Mathematical J. 1993. Vol. 42, № 4;
- Covering properties of meromorphic functions, negative curvature and spherical geometry // Annals of Mathematics. 2000. Vol. 152 (соавт.).[5]

## Семья
Брат деда (по линии матери) — маршал Ерёменко Андрей Иванович, Герой Советского Союза.
Сын — Еременко Павел Александрович (род. 1979), главный технический директор одной из крупнейших европейских корпораций аэрокосмической промышленности Airbus Group.